# Ashley Cain (kunstschaatsster)
Ashley Elizabeth Cain (Dallas, 22 juli 1995) is een Amerikaans voormalig kunstschaatsster die uitkwam als paarrijdster. Naast dat Cain een eigen solocarrière heeft gehad, schaatste ze van 2009 tot en met 2012 met Joshua Reagan en van 2016 tot 2022 met Timothy LeDuc.

## Biografie

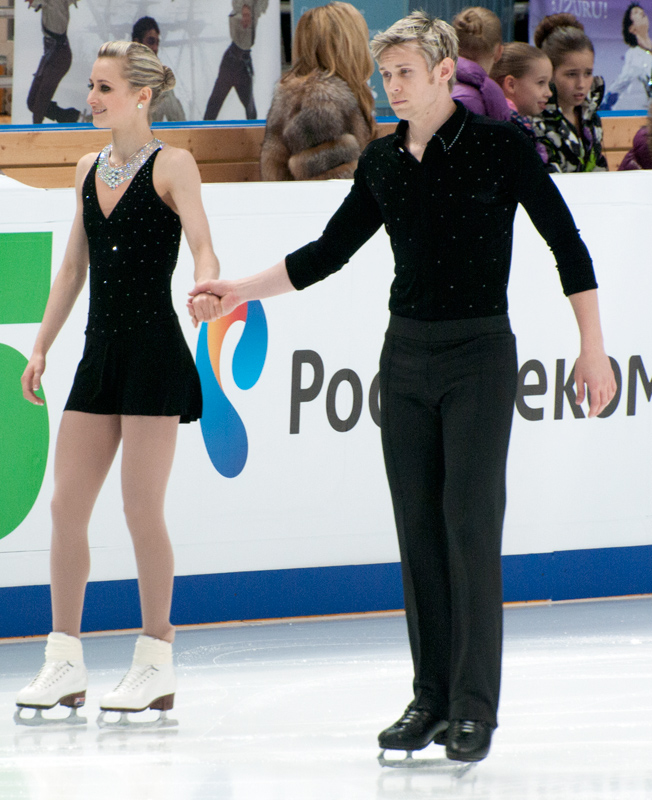
Cain en haar voormalige partner Joshua Reagan (2011).

Cain groeide op in een familie waarbij kunstschaatsen centraal stond. Zo behaalde haar Australische vader Peter Cain in zijn jonge jaren successen bij het paarrijden met zijn zusje Elizabeth Cain. Haar Canadese moeder Darlene Wendt was ijsdanseres. Ook haar neef Sean Carlow, de zoon van Elizabeth Cain, was een verdienstelijk kunstschaatser.
Zelf begon ze op tweejarige leeftijd met kunstschaatsen. Ze was vier toen ze wedstrijden ging schaatsen en zeven à acht toen haar vader haar kennis liet maken met het paarrijden. Met Sergei Sidorov werd Cain tijdens de nationale kampioenschappen van 2008 achtste bij de novice. Ze ging in april 2009 samenwerken met Joshua Reagan. Met hem werd ze achtereenvolgens eerste bij de novice (2010) en bij de junioren (2011), een unicum. Tevens werden ze in 2011 vierde bij de WK junioren, waarna ze het seizoen erop opschoven naar de senioren. De twee gaven in februari 2012 aan de samenwerking te hebben gestopt.
Van 2012 tot 2016 focuste Cain zich op het soloschaatsen. Nadat ze in mei 2016 ging schaatsen met Timothy LeDuc, stopte ze hier uit vermoeidheid mee. Het paar nam drie keer deel aan de 4CK en won in 2018 zilver. In 2019 veroverden Cain en LeDuc de Amerikaanse titel en werden ze negende op de WK. Dit resultaat werd op het WK van 2021 herhaald. Ze maakten in juni 2022 bekend te gaan stoppen. Cain reist sinds 2022 de wereld over als Elsa in Disney on Ice.
Cain was van 2019 tot 2022 gehuwd met Dalton Gribble.

## Persoonlijke records
Cain/LeDuc
| records             | punten | datum      | toernooi      |
| ------------------- | ------ | ---------- | ------------- |
| Hoogste totaalscore | 205.58 | 20-09-2019 | US Classic    |
| Hoogste korte kür   | 076.23 | 19-09-2019 | US Classic    |
| Hoogste vrije kür   | 132.04 | 13-11-2021 | GP NHK Trophy |

## Belangrijke resultaten
2009-2012 met Joshua Reagan, 2016-2022 met Timothy LeDuc
| Kampioenschap                                                | 10/11    | 11/12   | 12/13   | 13/14         | 14/15         | 15/16         |               | 16/17         | 17/18         | 18/19         | 19/20         | 20/21         | 21/22         |
| ------------------------------------------------------------ | -------- | ------- | ------- | ------------- | ------------- | ------------- | ------------- | ------------- | ------------- | ------------- | ------------- | ------------- | ------------- |
| Olympische Spelen                                            |          |         |         |               |               |               |               |               |               |               |               | 8e            |               |
| Wereldkampioenschap                                          |          |         |         |               |               |               |               |               | 9e            | *             | 9e            | t.z.t.        |               |
| Viercontinentenkampioenschap                                 |          |         |         |               |               |               | 9e            | Zilver        | 4e            |               | *             |               |               |
| Nationaal kampioenschap                                      |          | 6e      | 12e (*) | 12e (*)       | 14e (*)       | 14e (*)       | Brons         | 4e            | Goud          | 4e            | Brons         | Goud          |               |
| WK junioren                                                  | 4e       |         |         | geen deelname | geen deelname | geen deelname | geen deelname | geen deelname | geen deelname | geen deelname | geen deelname | geen deelname | geen deelname |
| Junior Grand Prix-finale                                     | 5e       |         |         | geen deelname | geen deelname | geen deelname | geen deelname | geen deelname | geen deelname | geen deelname | geen deelname | geen deelname | geen deelname |
| NK junioren                                                  | · 6e (*) | 0 · (*) |         | geen deelname | geen deelname | geen deelname | geen deelname | geen deelname | geen deelname | geen deelname | geen deelname | geen deelname | geen deelname |
| (*) solo / * Afgelast naar aanleiding van de coronapandemie. |          |         |         |               |               |               |               |               |               |               |               |               |               |

t.z.t. = trokken zich terug